# Sixto Juan Bernal
Sixto Juan Bernal (Guayaquil, 1829-Guayaquil, 5 de febrero de 1894) fue un periodista, escritor y tipógrafo 
ecuatoriano.

## Biografía
Nacido en la ciudad de Guayaquil hijo del médico director del Hospital de la Caridad hoy Luis Vernaza fallecido en el ejercicio de su profesión siendo una de las víctimas de la fiebre amarilla Juan María Bernal.
En 1847 se gradúa de bachiller en Filosofía y se traslada a Portoviejo en donde establece un colegio particular. Al año siguiente regresa a Guayaquil y funda los periódicos El Brujo, El Conminatorio y El Popular. También escribió para La Opinión, publicó una hoja volante contra el presidente Vicente Ramón Roca que le valió ser perseguido y por lo cual tuvo que esconderse en el poblado de Yaguachi. 
En 1849 forma parte de los miembros fundadores de la Sociedad Filantrópica del Guayas. En el gobierno interino de Manuel de Ascázubi y Matheu fue desterrado. En 1852 devuelta en Guayaquil fundó La Rebusca, periódico que combatió a José María Urbina y Viteri. Apoyó las candidaturas de Pedro Moncayo, Francisco Aguirre Abad y Pedro Carbo. Apoyó al Gral. Francisco Robles y justificó la mano dura de Gabriel García Moreno. En 1871 publicó la obra de teatro estrenada en el Teatro Olmedo, ubicado en Pedro Carbo y Aguirre, llamado El Último Huancavilca y el Primer Guayaquileño. Fue el mayor impulsor de la Biblioteca Municipal de Guayaquil llegando a ser su director. 
Era escritor, publicó un texto de Aritmética, un Compendio de Gramática Castellana, varios tratados sobre Higiene, Agricultura, Comercio y Economía Doméstica, y fue autor de leyendas históricas como: La Viuda de Ricaurte, Los Voluntarios del Guayas, La Muerte de Agustín Franco, y La Venganza de Troyes. Finalmente, en 1885 escribió un drama titulado La Muerte de un Valiente. Falleció en su ciudad natal el 5 de febrero de 1894.
Fue el fundador en 1857 del diarismo Ecuatoriano, al publicar El Diario de Guayaquil.
Escribió para un periódico local una anécdota  sobre el origen del nombre de la Antigua Plaza de Miñarica en Guayaquil cuya lugar estaba en el sitio de la actual Casona Universitaria Pedro Carbo. Dice que por iniciativa suya la Plaza cambió el nombre por el de La Victoria.

## Homenajes
- En su natal Guayaquil, existe una avenida que lleva su nombre.[6]